# أكاسيد الكلور

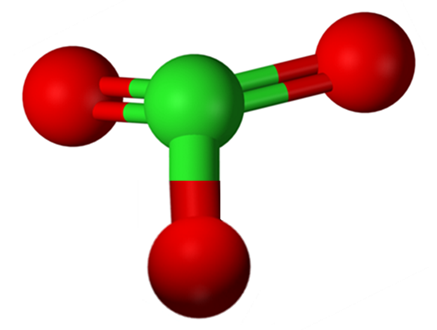
هيكل كيميائي لثلاثي أكسيد الكلور

أكاسيد الكلور هي مجموعة من المركبات الكيميائية اللاعضوية المؤلفة من عنصري الأكسجين والكلور. هناك أكاسيد متعددة للكلور تختلف فيما بينها بنسبة الذرات المترابطة وحالة أكسدة الكلور.
- أحادي أكسيد ثنائي الكلور Cl2O؛ حالة أكسدة الكلور فيه: I.
- أحادي أكسيد الكلور وهو جذر كيميائي •ClO؛ حالة أكسدة الكلور فيه: II.
- بيروكسيد الكلور Cl2O2، وهو ثنائي وحدات من أحادي أكسيد الكلور؛ حالة أكسدة الكلور فيه: II.
- ثنائي أكسيد الكلور ClO2؛ حالة أكسدة الكلور فيه: IV.
- ثلاثي أكسيد ثنائي الكلور Cl2O3؛ وهناك حالتا أكسدة للكلور فيه: I وV.
- بيركلورات الكلور Cl2O4؛ وهناك حالتا أكسدة للكلور فيه: I وVII.
- سداسي أكسيد ثنائي الكلور Cl2O6، والتي تختصر صيغته أحياناً على الشكل ClO3، لذلك يعرف باسم ثلاثي أكسيد الكلور، وأيضاً باسم بيركلورات الكلوريل؛ وهناك حالتا أكسدة للكلور فيه: V وVII.
- سباعي أكسيد ثنائي الكلور Cl2O7؛ حالة أكسدة الكلور فيه: VII.